# Olympische Sommerspiele 1928/Segeln
Bei den IX. Olympischen Sommerspielen 1928 in Amsterdam fanden drei Wettkämpfe im Segeln auf der Zuiderzee statt. Die Bewerbe der 6-Meter- und der 8-Meter-Klassen standen Männern und Frauen offen. Das Deutsche Reich war nach dem Ersten Weltkrieg erstmals wieder zugelassen, an Olympischen Spielen teilzunehmen.

## Bilanz

### Medaillenspiegel
| Platz | Land        | Gold | Silber | Bronze | Gesamt |
| ----- | ----------- | ---- | ------ | ------ | ------ |
| 01    | Norwegen    | 1    | 1      | —      | 2      |
| 02    | Schweden    | 1    | —      | 1      | 2      |
| 03    | Frankreich  | 1    | —      | —      | 1      |
| 04    | Niederlande | —    | 1      | —      | 1      |
| 04    | Dänemark    | —    | 1      | —      | 1      |
| 06    | Estland     | —    | —      | 1      | 1      |
| 06    | Finnland    | —    | —      | 1      | 1      |

### Medaillengewinner
| Disziplin      | Gold | Silber | Bronze                                                                                          |
| -------------- | --- | --- | ----------------------------------------------------------------------------------------------- |
| 12-Fuß-Jolle   | Sven Thorell                                                                                              | Henrik Robert | Bertel Broman                                                                                   |
| 6-Meter-Klasse | Norwegen Erik Anker Johan Anker Håkon Bryhn Olav Kronprinz von Norwegen                                   | Dänemark Aage Høy-Petersen Sven Linck Niels Møller Peter Schlütter Vilhelm Vett                                                  | Estland Andreas Faehlmann Georg Faehlmann Nikolai Vekšin Eberhard Vogdt William von Wirén       |
| 8-Meter-Klasse | Frankreich Donatien Bouché André Derrien Virginie Hériot André Lesauvage Jean Lesieur Carl de la Sablière | Niederlande Lambertus Doedes Johannes van Hoolwerff Hendrik Kersken Cornelis van Staveren Gerard de Vries Lentsch Maarten de Wit | Schweden Clarence Hammar Tore Holm Carl Sandblom John Sandblom Philip Sandblom Wilhelm Törsleff |

## Ergebnisse

### 12-Fuß-Jolle
| Platz | Land | Athlet                        |
| ----- | ---- | ----------------------------- |
| 1     | SWE  | Sven Thorell                  |
| 2     | NOR  | Henrik Robert                 |
| 3     | FIN  | Bertel Broman                 |
| 4     | NED  | Willem de Vries Lentsch       |
| 5     | GER  | Edgar Beyn                    |
| 6     | ITA  | Tito Nordio                   |
| 7     | DEN  | Jacob Andersen                |
| 8     | GBR  | Gordon Fowler / Harold Gaydon |

### 6-Meter-Klasse

Segelriss einer 6mR-Yacht nach der Second Rule von 1919

| Platz | Land | Athleten                                                                                             |
| ----- | ---- | --- |
| 1     | NOR  | Norna Johan Anker (Skipper) Erik Anker Håkon Bryhn Olav Kronprinz von Norwegen                       |
| 2     | DEN  | Hi–Hi Aage Høy-Petersen Sven Linck Niels Møller Peter Schlütter Vilhelm Vett (Skipper)               |
| 3     | EST  | Tutti V Andreas Faehlmann Georg Faehlmann Nikolai Vekšin Eberhard Vogdt William von Wirén            |
| 4     | NED  | Kemphaan Hans Pluijgers Hans Fokker Carl Huisken Wim Schouten Roeffie Vermeulen                      |
| 5     | BEL  | Ubu A. J. J. Fridt Ludovic Franck Frits Mulder Willy Van Rompaey Arthur Sneyers                      |
| 6     | USA  | Frieda Herman Whiton Frederick Morris Conway Olmstead Willets Outerbridge Jim Thompson               |
| 7     | SWE  | Ingegerd Hakon Reuter Harry Hanson Georg Lindahl Yngve Lindqvist                                     |
| 8     | FRA  | Cupidon Viking Philippe de Rothschild Henry Allard Robert Gufflet Pierre Moussié Jean Pierre Rouanet |

### 8-Meter-Klasse
| Platz | Land | Athleten |
| ----- | ---- | --- |
| 1     | FRA  | L'Aile VI Donatien Bouché André Derrien Virginie Hériot André Lesauvage Jean Lesieur Carl de la Sablière                         |
| 2     | NED  | Hollandia Lambertus Doedes Johannes van Hoolwerff Hendrik Kersken Cornelis van Staveren Gerard de Vries Lentsch Maarten de Wit   |
| 3     | SWE  | Clarence Hammar Tore Holm Carl Sandblom John Sandblom Philip Sandblom Wilhelm Törsleff                                           |
| 4     | ITA  | Francesco Giovanelli Carlo Alberto D’Albertis Marcantonio De Beaumont-Bonelli Mario Bruzzone Guido Giovanelli Edoardo Moscatelli |
| 4     | NOR  | Bernhard Lund Magnus Konow Jens Salvesen Wilhelm Wilhelmsen                                                                      |
| 6     | USA  | Owen Churchill Manfred Curry Frank Hekma Nicholas Hekma Ben Weston                                                               |
| 7     | GBR  | Ernest Roney Philip Falle Thomas Riggs Esmond Roney Margaret Roney Thomas Skinner                                                |
| 8     | ARG  | Rafael Iglesias Miguel Bosch Pedro Dates Horacio Seeber Carlos Serantes                                                          |